# Sukralfat
Sukralfat je bazni aluminijumski komplex sulfatisane saharoze.

## Spoljašnje veze
|  | Molimo Vas, obratite pažnju na važno upozorenje u vezi sa temama iz oblasti medicine (zdravlja). |